# Sulifou Faaloua
Sulifou Faaloua, né le 4 juin 1978 à Pago Pago, est un footballeur international samoan-américain. Il est connu pour avoir fait partie de l'effectif des Samoa américaines qui ont perdu sur le score fleuve de 31-0 face à l'Australie.